# Alegeri prezidențiale în Franța, 2017
Alegerile prezidențiale din Franța din 2017 s-au desfășurat în două tururi de scrutin: primul, pe 23 aprilie, iar al doilea între primii doi candidați, la 7 mai 2017. În urma alegerilor, a fost ales președinte Emmanuel Macron, candidatul formațiunii En Marche!.
Președintele în funcție era François Hollande de la Partidul Socialist. El era eligibil pentru a candida la un al doilea mandat, însă a refuzat să facă acest lucru pe 1 decembrie 2016, și a fost astfel primul președinte în funcție al celei de-a Cincea Republici care nu a candidat pentru un al doilea mandat. Partidul Socialist l-a desemnat în schimb pe Benoît Hamon drept candidat.

## Evoluția sondajelor înainte
Potrivit sondajelor realizate în perioada noiembrie 2016 și mijlocul lunii ianuarie 2017, republicanul François Fillon și candidata Frontului Național (partid de extrema dreaptă), Marine Le Pen, se aflau în fruntea intențiilor de vot. Sondajele s-au modificat considerabil la sfârșitul lunii ianuarie și începutul lunii februarie, Emmanuel Macron, candidatul organizației civice En Marche! crescând în sondaje. Sondajele de opinie pentru turul doi sugerau că Fillon sau Macron va fi câștigător.

## Primul tur de scrutin

### Candidați
| Imagine | Candidat              | Partid | Partid                                        |
| ------- | --------------------- | ------ | --------------------------------------------- |
|         | Benoît Hamon          |        | Partidul Socialist Parti socialiste           |
|         | François Fillon       |        | Republicanii Les Républicains                 |
|         | Marine Le Pen         |        | Frontul Național Front national               |
|         | Emmanuel Macron       |        | En Marche!                                    |
|         | Jean-Luc Mélenchon    |        | Franța Nesupusă La France insoumise           |
|         | Nathalie Arthaud      |        | Lupta Muncitorească Lutte ouvrière            |
|         | Nicolas Dupont-Aignan |        | Debout la France                              |
|         | Jacques Cheminade     |        | Solidaritate și Progres Solidarité et progrès |

### Rezultate
Rezultatele finale ale primului tur al alegerilor prezidențiale din Franța:
- Emmanuel Macron : 23,75%
- Marine Le Pen : 21,53%
- François Fillon : 19,91%
- Jean-Luc Mélenchon : 19,64%
- Benoît Hamon : 6,35%
- Nicolas Dupont-Aignan : 4,75%
- Jean Lassalle : 1,22%
- Philippe Poutou : 1,10%
- François Asselineau : 0,92%
- Nathalie Arthaud : 0,65%
- Jacques Cheminade : 0,18%

## Al doilea tur de scrutin

### Candidați
| Imagine | Candidat        | Partid | Partid                          |
| ------- | --------------- | ------ | ------------------------------- |
|         | Emmanuel Macron |        | En Marche!                      |
|         | Marine Le Pen   |        | Frontul Național Front national |

### Rezultate
|                                                        | Emmanuel Macron        | En Marche!                   | EM                     | 8.656.346  | 24.01% | 20.703.694 | 66.06% |  |  |  |  |  |  |  |
|                                                        | Marine Le Pen          | Frontul Național             | FN                     | 7.678.491  | 21.30% | 10.637.120 | 33.94% |  |  |  |  |  |  |  |
|                                                        | François Fillon        | Republicanii                 | LR                     | 7.212.995  | 20.01% |            |        |  |  |  |  |  |  |  |
|                                                        | Jean-Luc Mélenchon     | La France Insoumise          | FI                     | 7.059.951  | 19.58% |            |        |  |  |  |  |  |  |  |
|                                                        | Benoît Hamon           | Partidul Socialist           | PS                     | 2.291.288  | 6.36%  |            |        |  |  |  |  |  |  |  |
|                                                        | Nicolas Dupont-Aignan  | Debout la France             | DLF                    | 1.695.000  | 4.70%  |            |        |  |  |  |  |  |  |  |
|                                                        | Jean Lassalle          | Résistons!                   | Résistons!             | 435.301    | 1.21%  |            |        |  |  |  |  |  |  |  |
|                                                        | Philippe Poutou        | Noul Partid Anticapitalist   | NPA                    | 394.505    | 1.09%  |            |        |  |  |  |  |  |  |  |
|                                                        | François Asselineau    | Uniunea Populară Republicană | UPR                    | 332.547    | 0.92%  |            |        |  |  |  |  |  |  |  |
|                                                        | Nathalie Arthaud       | Lutte Ouvrière               | LO                     | 232.384    | 0.64%  |            |        |  |  |  |  |  |  |  |
|                                                        | Jacques Cheminade      | Solidaritate și Progres      | S&P                    | 65.586     | 0.18%  |            |        |  |  |  |  |  |  |  |
|                                                        |                        |                              |                        |            |        |            |        |  |  |  |  |  |  |  |
| Total                                                  | Total                  | Total                        | Total                  | 36.054.394 | 100%   | 31.340.814 | 100%   |  |  |  |  |  |  |  |
|                                                        |                        |                              |                        |            |        |            |        |  |  |  |  |  |  |  |
| Voturi valide                                          | Voturi valide          | Voturi valide                | Voturi valide          | 36.054.394 | 97.43% | 31.340.814 | 88.51% |  |  |  |  |  |  |  |
| Voturi nule                                            | Voturi nule            | Voturi nule                  | Voturi nule            | 949.334    | 2.57%  | 4.066.801  | 11.49% |  |  |  |  |  |  |  |
| Prezență la urne                                       | Prezență la urne       | Prezență la urne             | Prezență la urne       | 37.003.728 | 77.77% | 35.407.615 | 74.62% |  |  |  |  |  |  |  |
| Absență la urne                                        | Absență la urne        | Absență la urne              | Absență la urne        | 10.578.455 | 22.23% | 12.041.278 | 25.38% |  |  |  |  |  |  |  |
| Alegători înregistrați                                 | Alegători înregistrați | Alegători înregistrați       | Alegători înregistrați | 47.582.183 |        | 47.448.893 |        |  |  |  |  |  |  |  |
|                                                        |                        |                              |                        |            |        |            |        |  |  |  |  |  |  |  |
| Surse: Consiliul Constituțional, Ministerul de Interne |                        |                              |                        |            |        |            |        |  |  |  |  |  |  |  |

## Legături externe
- Alegeri prezidențiale în Franța. Cu ce arme se vor duela Emmanuel Macron și Marine Le Pen în turul doi, 24 aprilie 2017, Viorica Marin, adevarul.ro